# Hv-bevægelse
Indenfor lingvistikken betegner hv-bevægelsen syntaktiske regler, der involverer interrogative ords placering i sætninger. Det henviser således til en asymmetri mellem den syntaktiske opstilling af ord eller morfemer i et spørgsmål og udformningen af svar på det spørgsmål, nærmere bestemt placeringen af spørgsmålsordet ("hv-ordet"). Et eksempel på dansk er "Hvad laver du?", hvortil et svar kunne være "Jeg læser", hvori svaret (læser) er sidst i sætningen, men spørgsmålsordet (Hvad) er i begyndelsen.
| Sprog | Spire Denne artikel om sprog er en spire som bør udbygges. Du er velkommen til at hjælpe Wikipedia ved at udvide den. |